# Kloster Zirc
Das Kloster Zirc (lat. Zircium / Abbatia Zircensis; auch Boccan) ist eine Zisterzienserabtei in Zirc im Bakonywald im Komitat Veszprém und nördlich der Stadt Veszprém in Ungarn, am Cuha-Bach.

## Geschichte
Das Kloster wurde 1182 wohl vom ungarischen König Bela III. wahrscheinlich auf einem früheren Königsgut gestiftet und von der Primarabtei Clairvaux besiedelt. Die Abtei wurde schnell zu einer der berühmtesten in Ungarn. 1232 wurde Kloster Kutjevo im heutigen Kroatien als Tochterkloster errichtet. Jedoch setzte Ende des 15. Jahrhunderts ein Niedergang ein. Im Jahr 1526 erfolgte die Zerstörung in den Türkenkriegen. Anschließend erhielt die Familie Podmaniczky das Kloster. Das längere Zeit unbewohnte Kloster fiel in Kommende. 1647 erhielt der Abt Matthäus Kollweiss von Stift Lilienfeld vom Preßburger Baron Johannes von Heder (aus dem Geschlecht derer von Heder) das Kloster und 1660 wurde ein neuer Abt ernannt. 1678 kam das Kloster unter die Jurisdiktion von Klostermarienberg. 1699 erwarb der Heinrichauer Abt Heinrich Kahlert das Kloster Zirc vom Lilienfelder Abt Sigismund Braun. Anschließend wurden die Gebäude wiederhergestellt. Die Äbte von Heinrichau verwalteten das Kloster Zirc in Personalunion. Nachdem das Kloster zum Priorat geworden war, wurde es 1814 wieder selbstständige Abtei. In der Folgezeit erfolgte die Vereinigung mit Kloster Pásztó und Kloster Pilis sowie 1878 auch mit Kloster Szentgotthárd. Die Abtei betrieb u. a. fünf Gymnasien. 1923 wurde die Kongregation von Zirc errichtet. Nach dem Zweiten Weltkrieg flüchtete ein Teil des Konvents nach Spring Bank in Wisconsin (USA) und 1956 wurde ein Kloster in Dallas (Texas) gegründet, das 1963 zur Abtei erhoben wurde. Das 1950 aufgelöste Kloster, dessen Kirche zur Pfarrkirche wurde, wurde 1989 wiederbesetzt und unterhält Residenzen in Eger, Baja, Budapest, Pécs und Székesfehérvár.

## Bauten und Anlage

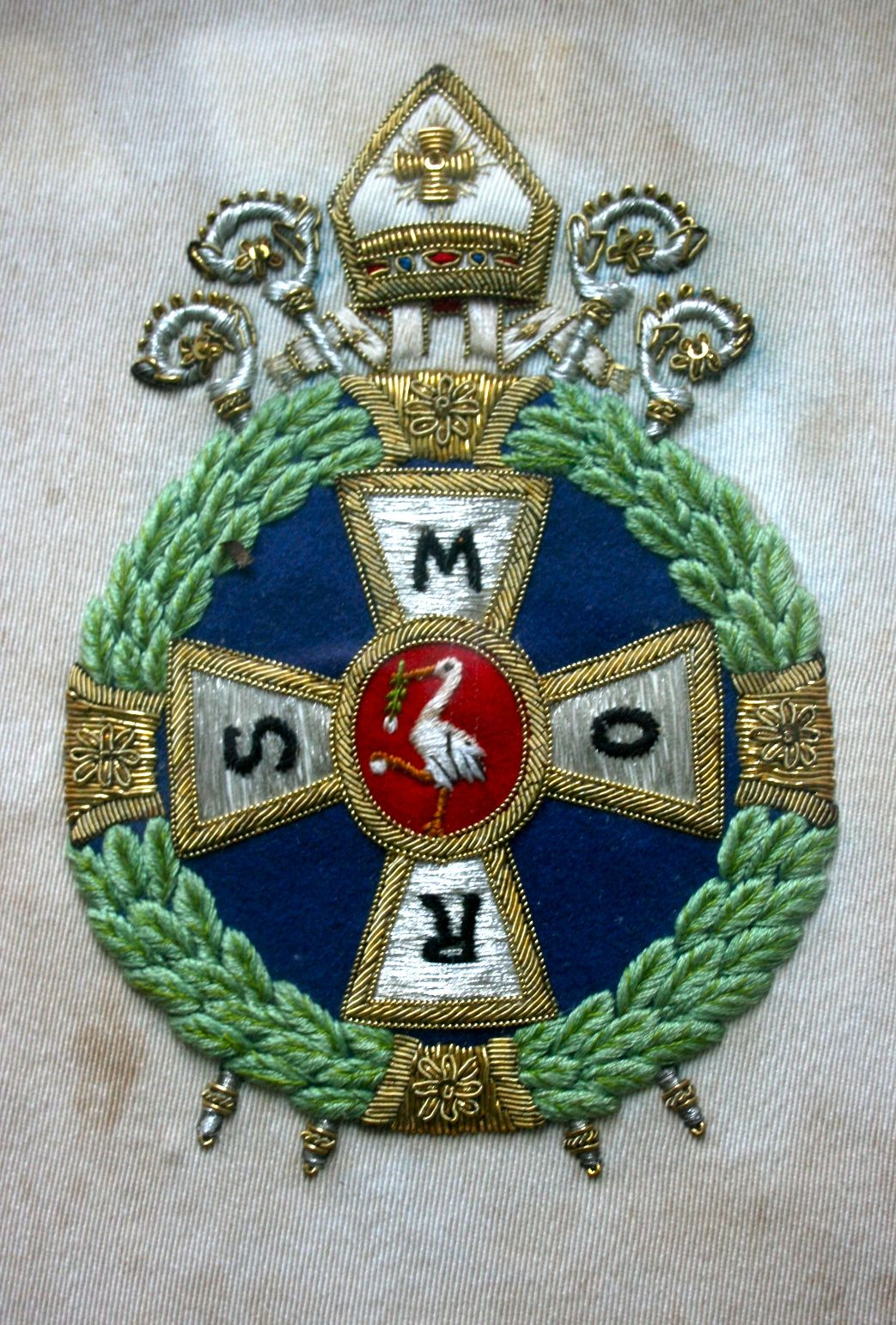
Das Zircer Wappen, Außen das Wappen von Heinrichau (Kreuz von Morimond), in der Mitte das alte Wappen von Zirc, ein Kranich mit erhobenem Fuß, der einen Stein hält (Symbol der Wachsamkeit). Die vier Abtstäbe symbolisieren die vier Abteien Zirc, Pilis, Pásztó und Szentgotthárd

Die barocke Klosteranlage wurde 1732 bis 1752 errichtet, nachdem die mittelalterliche Anlage die Türkenzeit leidlich überstanden hatte und 1699 noch einigermaßen aufrecht stand. Die frühgotische mittelalterliche Abteikirche war 52 m lang und besaß zwei Kapellenpaare am Querhaus. Außerhalb der jetzigen Klosteranlage steht noch ein Bündelpfeiler aus dem nördlichen Langhaus.

## Abteikirche Zirc
Mit der Grundsteinlegung 1732 wurde bis 1738 am 6 m tiefen Fundament gearbeitet, bis 1751 wurde das Kirchengebäude errichtet und bis 1770 erfolgte die Innenausstattung und die Schmuckarbeiten. An der Südseite ist die Kirche im Verbund mit der Zisterzienserabtei. Die schlicht gehaltene Ost- und Nordfassade, mit flachen Pilastern und hohen Segmentbogenfenstern gegliedert, zeigt unverputztes Mauerwerk mit grauen und rosafarbigen Steinen. Die Westfassade, neben der Hauptfront des Klosters, hat zwei mächtige barocke Türme, welche 1854 erhöht und 1858 mit Steinhelmen ausgestattet wurden. Das Hauptportal mit Säulen aus Várpalotaer Marmor zeigt im Portalgiebel das Monogramm der Heiligen Jungfrau. Darüber ist ein großes Fenster, welchem das Wappen der Abtei Heinrichau und Zirc aufgesetzt wurde. Darüber im Dachgiebelfeld ist in einer Wandnische eine Figur Heilige Jungfrau Maria. Dem Giebel ist ein Doppelkreuz aufgesetzt.
Die gewölbte Vorhalle zeigt im Gewölbe drei Gemälde aus dem Leben der Heiligen Jungfrau, Mariä Empfängnis, Mariä Geburt und Mariä Verkündigung aus 1753. Bei der Gewölbemalerei im Langhaus wurde im Zuge der Restaurierung von 1995 bis 2005 die in dunklen Tönen gehaltene Übermalung von Ferenc Innocent aus 1891 entfernt. Hierbei wurden die ursprünglichen hellen heiteren jugendlichen Gemälde wiederhergestellt, welche der Maler Josef Wagmaister aus Pest von 1744 bis zu seinem Tod 1748 im Langhaus geschaffen hat.
Der Hochaltar trägt das Altarbild Mariä Himmelfahrt von Franz Anton Maulbertsch.

## Jüngere Vergangenheit
Die zivilrechtlich unterdrückte Abtei wurde von 1939 bis 1981 von Vendel Endrédy geleitet; Abt Károly Kerekes, der im Stift Stams zum Abt von Zirc benediziert wurde, leitete die zerstreute Gemeinschaft in den Jahren 1987–1996, soweit dies möglich war. Polikárp Zakar, der ehemalige Generalabt des Zisterzienserordens, wurde 1996 zum Abt von Zirc gewählt und blieb bis 2010 im Amt. Sixtus Dékány leitete die Abtei als Abt von 2011 bis 2017, legte das Amt jedoch vorzeitig zurück. Bernát Bérczi war ein Jahr lang Prior-Administrator, wurde 2018 Abt und 2023 vom Dikasterium für die Institute des geweihten Lebens suspendiert. Grund dafür waren finanzielle Unregelmäßigkeiten. Zisterzienser-Generalabt Mauro-Giuseppe Lepori wurde zum Päpstlichen Kommissar für Zirc ernannt.

## Äbte
- 1701–1702 Heinrich Kahlert
- 1703–1722 Tobias Ackermann
- 1715–1725 Administrator Gregor Regnard
- 1723–1724 Anton Niklas
- 1725–1732 Gregor Regnard
- 7133–1749 Gerhard Wiesner
- 1749–1763 Candidus Rieger
- 1763–1778 Konstantin Haschke
- 1779–1792 Markus Welzel
- 1793–1814 Konstantin Gloger[5]
- 1814–1823 Antal Dréta
- 1826–1857 Ferdinand Villax
- 1858–1879 Antal Rezutsek
- 1879–1891 Hieronymus Supka
- 1891–1911 Ödön Vajda
- 1911–1924 Remig Békefi
- 1924–1939 Adolf Werner
- 1939–1981 Vendel Endrédy
- 1987–1996 Károly Kerekes
- 1996–2010 Polikárp Zakar, ab 2000 Titular-Erzabt
- 2011–2017 Sixtus Dékány
  - 2017–2018 Prior-Administrator Pater Bernat Bérczi
- 2018–2023 Bernát Bérczi
- 2023–heute Generalabt Mauro-Giuseppe Lepori